# MxPx
MxPx es una banda estadounidense de punk rock cuyos integrantes son oriundos de Bremerton, Washington, fundada en 1992 como Magnified Plaid. 
Los miembros actuales son Mike Herrera en la voz principal y bajo, Tom Wisniewski en guitarra y coros, y Yuri Ruley en la batería. El grupo tiene nueve álbumes de estudio, cuatro EP, cuatro álbumes de compilación, dos álbumes en vivo y dos DVD; sus álbumes han llegado estar dentro de los 200 álbumes en los Billboard, el álbum Secret Weapon alcanzó el puesto número 1 en el Billboard cristiano. MxPx ha vendido 2,5 millones de discos en todo el mundo. La banda ya cuenta con más de 26 años de trayectoria.

## Biografía
Originalmente se llamaban Magnified Plaid, cuando tenían alrededor de 15 años, tocaban música estilo punk rock y skate punk. Los integrantes del grupo no querían realmente llamarse "Magnified Plaid" ya que creían que era un nombre muy largo, por tal motivo el nombre fue cambiado a M.P. abreviando el anterior nombre. Cuando Yuri (baterista) hizo los afiches para su primer concierto, los puntos se veían como "X" y cuando la gente vio los afiches del show de la banda, el nombre de 4 letras impactó.
Andy Husted se fue de la banda dos años después para continuar con sus estudios. Fue reemplazado por Tom, el actual guitarrista.

## Sello discográfico
MxPx llamó la atención de Tooth & Nail Records cuando tocaron en 1993 en el patio trasero de Mike Herrera. Su primer álbum fue Pokinatcha (1994), mientras que los miembros de la banda estaban todavía en la escuela secundaria. El álbum, clasificado como punk cristiano, incorporó los estilos rápidos de hardcore punk, y se compone de influencia del patín / punk de surf y punk subterráneo. Las canciones se caracterizan por su sonido crudo del punk, el ritmo pegadizo, y el punk de tres acordes estilo de la guitarra clásica.
El guitarrista Andy Husted pronto dejó la banda y fue reemplazado por Tom Wisniewski. MxPx lanzado dos álbumes con Tooth & Nail.

## Cambios
El guitarrista Andy Husted dejó la banda a principios de 1995 porque su madre le dijo que debía continuar con sus estudios (sin embargo este aparece tocando el bajo en la película B-MOVIE cuando MxPx interpreta la canción PxPx), y fue reemplazado por el actual guitarrista Tom Wisniewski. MxPx lanzó tres álbumes de estudio con Tooth & Nail Records Pokinatcha' (1994), Teenage Politics (1995) y Life in General (1996). Después de este último, ellos recibieron una oferta de mayor distribución por parte de A&M Records, pero su contrato con Tooth & Nail los obligó a poner el sello de la disquera a sus siguientes 2 discos Slowly Going the Way of the Buffalo (1998) y The Ever Passing Moment (2000), MxPx se retiran del sello discográfico Tooth & Nail. para firmar contrato con [A&M Records] el cual lanzaron el álbum Before Everything & After en el año 2003 marcó un cambio radical de su antiguo estilo, pues dicho álbum contenía letras sobre el amor y el desamor, lo cual hizo entrar el Pop a su música convirtiéndose en una banda Pop Punk. En el 2004, MxPx dejó A&M y firmó un contrato con SideOneDummy Records con quienes lanzaron su séptimo álbum de estudio Panic (2005), en donde hay un cambio radical en el sonido de las guitarras, y sus letras abandonan los temas románticos y se centran en temas de sociedad, especialmente en la adolescencia; y un álbum de B-Sides llamado Let's Rock (2006). En el 2006, MxPx regresó a Tooth & Nail Records y fueron recibidos como al hijo pródigo. Con ellos lanzaron una reedición de su disco compilatorio Let it Happen, cambiado por Let it Happen, Delux Edition, que cuenta con 3 nuevas canciones y unos demos agregados.

## Actualidad
En junio de 2007, la banda lanzó su octavo álbum de estudio, titulado Secret Weapon, en donde participan cantantes invitados como Tim Pagnotta de Sugarcult, Benji Madden de Good Charlotte, entre otros. En dicho álbum combinan el estilo de Panic con el de The Ever Passing Moment.
Desde entonces han emprendido una gira, tanto nacional como mundial, tocando en eventos como el South by Southwest, el clásico Warped Tour, y tocado en países como Rusia, Brasil, Chile, Argentina, Colombia, Perú, Australia, Austria, México, Canadá, entre otros.
A principios del 2008, Yuri, el baterista, decidió dedicarse a su bebé nacido en ese entonces, por lo que estuvo ausente unos 4 meses.
En agosto de ese mismo año, tuvieron su primer concierto en México, en la prefiesta del Vans Warped Tour, junto con UnderOath.
En el año 2009 lanzaron a la venta un nuevo álbum de covers titulado On the Cover II, donde colaboraran diversos artistas, entre ellos Matt Hensley, acordeonista de Flogging Molly. Dicho álbum salió a la venta el 25 de marzo de 2009, y cuenta con una canción cantada por Tom (guitarrista) llamada Should I Stay or Should I Go?, además de un cover de la famosa canción Somebody to Love del grupo Queen.
A principios de octubre de 2009, Mike Herrera, bajista de la banda, anunció en el canal de la banda en Youtube, que sacarían un nuevo EP con 6 canciones, el cual llevaría por nombre Left Coast Punk. También fue anunciado un nuevo Álbum Navideño, siguiendo con su tradición.
Dicho EP, Left Coast Punk, fue lanzado el 17 de noviembre de 2009. Es el primer álbum lanzado con la propia compañía disquera de la banda, Rock Ciy Recording Company. En este EP se aprecia como MxPx ha regresado a sus principios del Punk Rock y el Skate Punk. La canción 'Broken' presenta muestras de rudeza, y partes de hardcore punk. El 1 de diciembre fue lanzado Punk Rawk Christmas, siguiendo su tradición de álbumes navideños, el cual también fue grabado por su disquera Rock City Recording Co.
En agosto de 2010, hubo una gira por centro y sur América, llamado MxPx Acoustic Show. En dicha gira, se presentaron en países como Costa Rica, Panamá, Ecuador, Colombia y otros. En esta presentación, Mike Herrera fue como solista y visitó cada país acompañado de bandas reconocidas de cada ciudad.

## Grupos influenciados por MxPx
MxPx a lo largo de sus 23 años ha influenciados a muchos bandas y músicos, unas bandas más conocidas que otras. algunas de ellas son:
- Bajista de Relient k: en un DvD De MxPx aparece hablando sobre la influencia que fue para él MxPx.
- Simple plan: Los integrantes en sus últimas entrevistas dijeron que su banda más influyente fue MxPx.
- Benji Madden de Good Charlotte: Al cumplir 20 años como banda, MxPx invitó a Benji para tocar el tema "The Wonder Years" (él decía que su banda favorita en su niñez fue MxPx, de hecho tiene un tatuaje del grupo en su pierna derecha).
- Jeremy Mckinnon de A Day To Remember : Cuando andaba por Sudamérica le preguntaron qué banda para él ha sido como una importante influencia y él mencionó a dos grupos, y uno de ellos fue MxPx.
- Mark Hoppus de Blink -182 cuando era aún muy joven usaba poleras de MxPx, por lo que posiblemente pudo haber sido influenciado por MxPx.

### Plans Within Plans
El 19 de diciembre de 2011, fue revelado en el sitio web oficial de la banda, el nombre para el nuevo álbum: Plans Within Plans. Mike Herrera, líder, bajista y vocalista de la banda, explicó el porqué del nombre del álbum.
Luché con este título del álbum durante mucho tiempo. Había estado grabando el álbum entre los tours y excursiones con MxPx All Stars, pero al mismo tiempo intentaba vivir normalmente, aunque fuese por un corto tiempo. La vida se puso en medio del camino. "Plans Within Plans" fue el único modo en el que puedo describir todo el caos en el que nos vimos envueltos mientras hacíamos arreglos para todas las canciones. Yo me encontraba, y aún me encuentro haciendo todo lo posible, todos los trabajos necesarios para mantener este barco a flote. Soy el capitán, y me estoy hundiendo con el barco, pero solo quizás, puede que esta vez lleguemos a tierra antes de que todos se ahoguen.
El álbum fue puesto a la venta el 3 de abril de 2012, con el sello de la discográfica Rock City Recording Company.
Lista de canciones:
- Aces Up 2:27
- Screw Loose 1:07
- Nothing Left 2:50
- The Times 2:55
- In the Past 2:29
- Best of Times 3:27
- Stay on Your Feet 3:11
- Lucky Guy 2:46
- Far Away 3:04
- Cast Down My Heart 2:11
- When It Comes to You 3:19
- Inside Out 2:53
- Nothing's Gonna Change 2:40

## Miembros
Miembros actuales
- Mike Herrera – Bajo, Voz (1992-presente)
- Tom Wisniewski – Guitarra (1995-presente)
- Yuri Ruley – Batería (1992-2010 / 2011-presente)

Antiguos miembros
- Andy Husted – Guitarra (1992-1995)

## Discografía

### Álbumes
- Pokinatcha (1994) DNC*
- Teenage Politics (1995) DNC*
- Life in General (1996) DNC*
- Slowly Going the Way of the Buffalo (1998) #99
- The Ever Passing Moment (2000) #56
- Before Everything & After (2003) #51
- Panic (2005) #77
- Secret Weapon (2007)
- Plans Within Plans (2012)
- MxPx (2018)
- Life is Quarantine (2020)

### EP
- On the Cover (1995) DNC*
- Move to Bremerton (1996) DNC*
- The Renaissance EP (2001) #128
- AC/EP (2004) DNC*
- Left Coast Punk (2009)
- Best Life (2018)

### Sencillos
- Want Ad (1994)
- Teenage Politics (1995)
- Punk Rawk Show (1995)
- Money Tree (1996)
- Chick Magnet (1996)
- Doing Time (1997)
- Move To Brementon (1997)
- I'm OK, You're OK (1998)
- Responsibility (2000)
- Everything Sucks (When You're Gone) (2003)
- Heard That Sound (2005)
- Wrecking Hotel Rooms (2005)
- Secret Weapon (2007)
- You're On Fire (2007)
- Shut It Down (2007)
- Contention (2008)
- Far Away (2012)
- Aces Up (2012)
- Calm My Craze (2016)
- They (2016)
- Another Christmas (2016)

### Compilaciones
- Let It Happen (1998) #161
- Ten Years and Running (2002) #147
- Lost in Japan (2002) DNC*
- Let It Happen - Deluxe Edition (2006)
- Let's Rock (2006)
- The Ultimate Collection (2008). Solo contiene canciones grabadas con Tooth & Nail

### DVD
- Mxpx - It Came From Bremerton (DVD)
- B-Movie (2004)
- Triple Threat (DVD) (2009)

### Otros
- On the Cover II (2009)
- It Came From Bremerton (VHS) (2000)
- Punk Rawk Christmas (2009)
- Passion Of the Christ Songs (2004)